# Dongfeng Peugeot-Citroën Automobiles

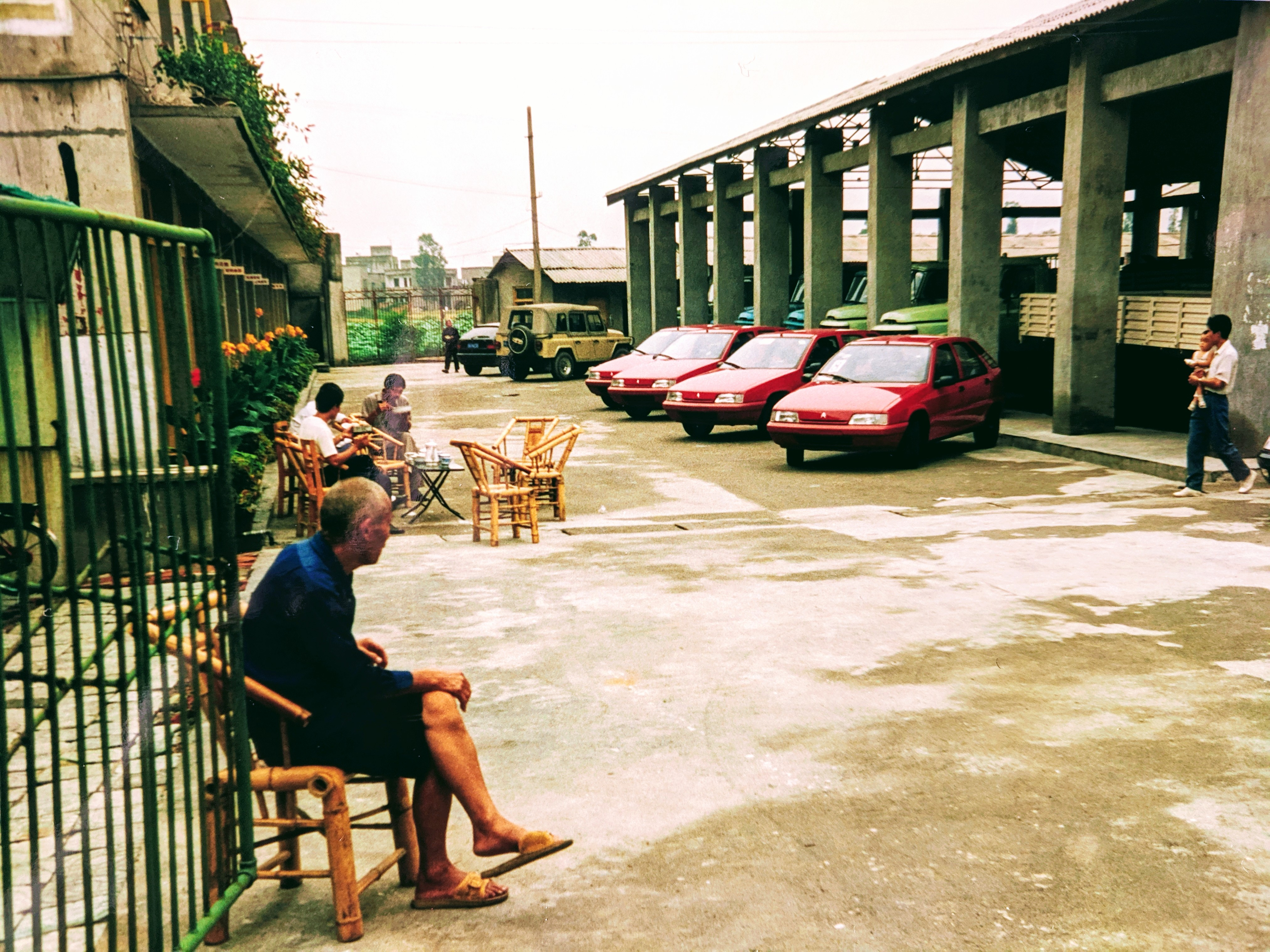
1994 Citroën ZX Fukang à vendre à Chengdu

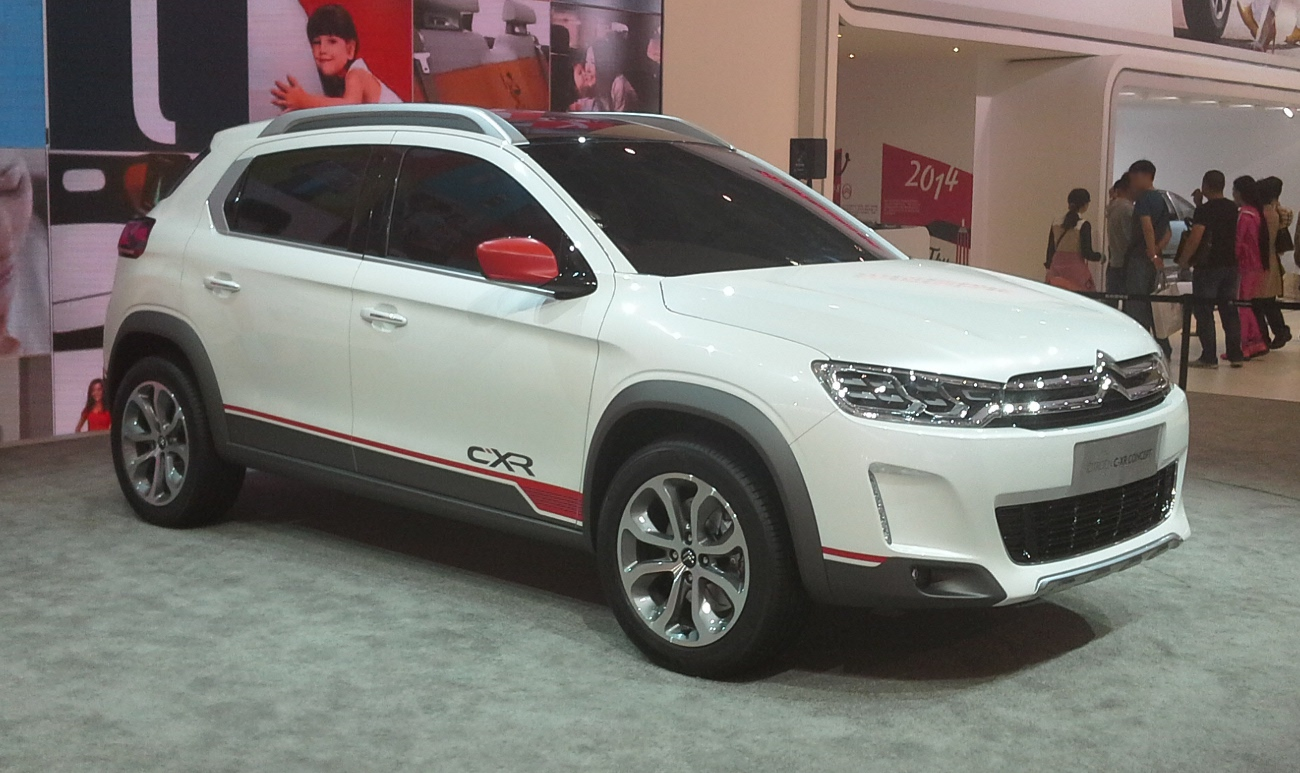
Citroën C-XR

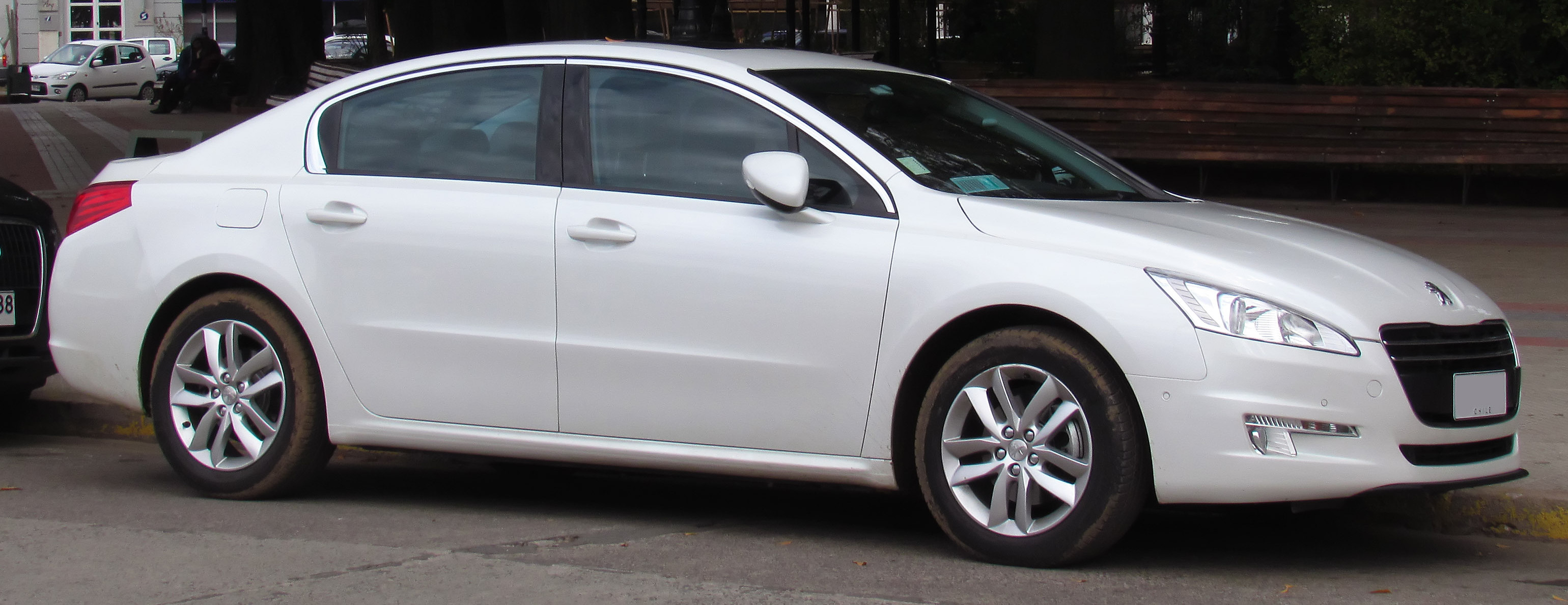
Peugeot 508

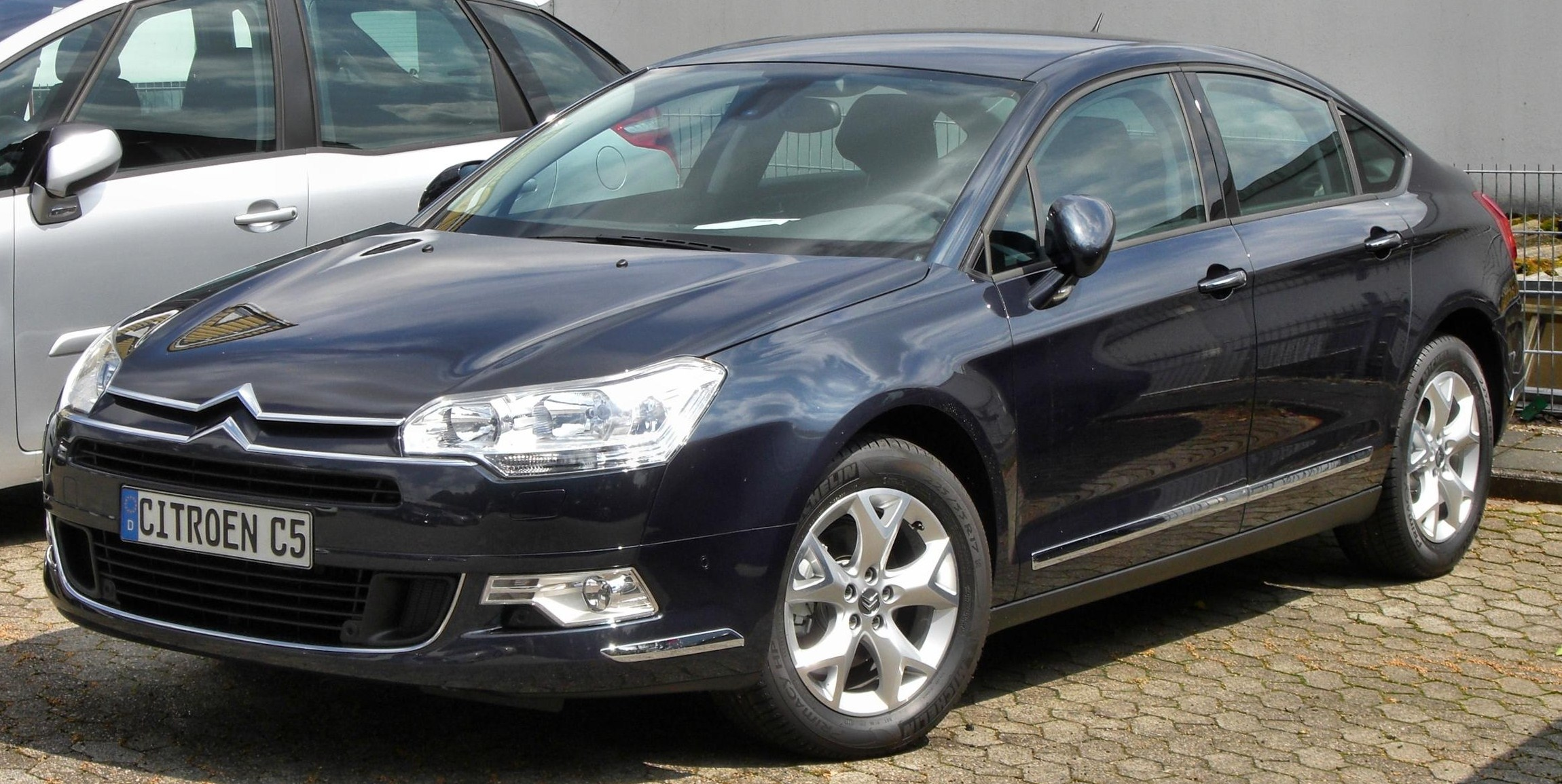
Citroën C5

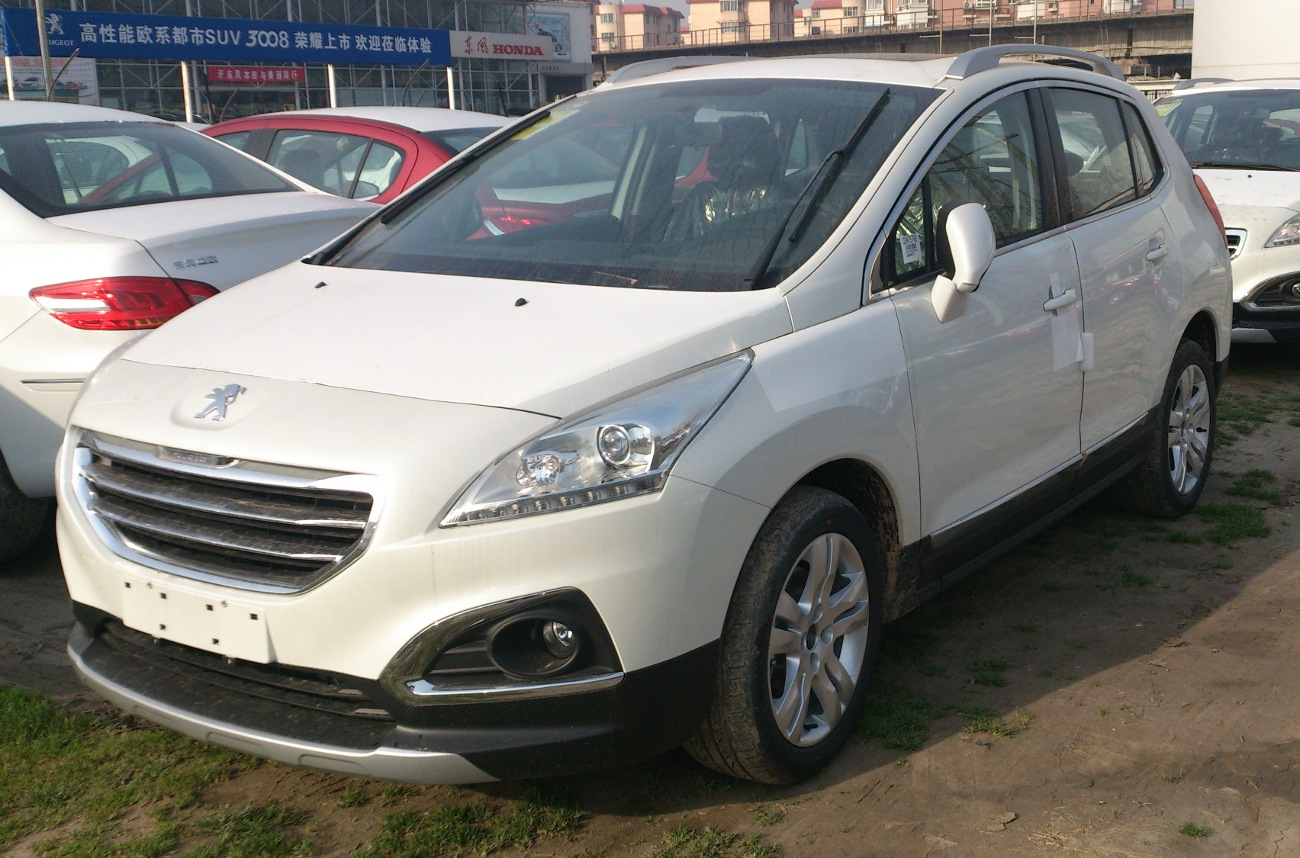
Peugeot 3008

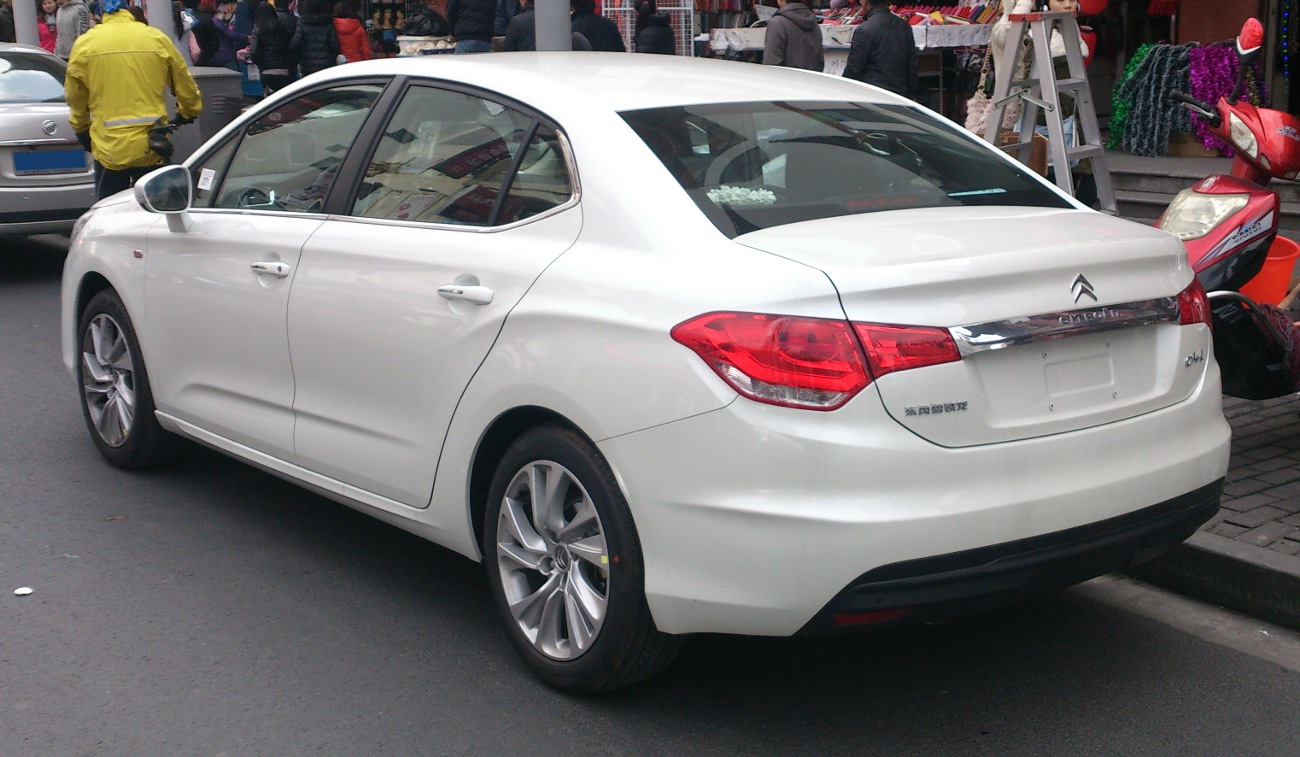
Citroën C4L Sedan

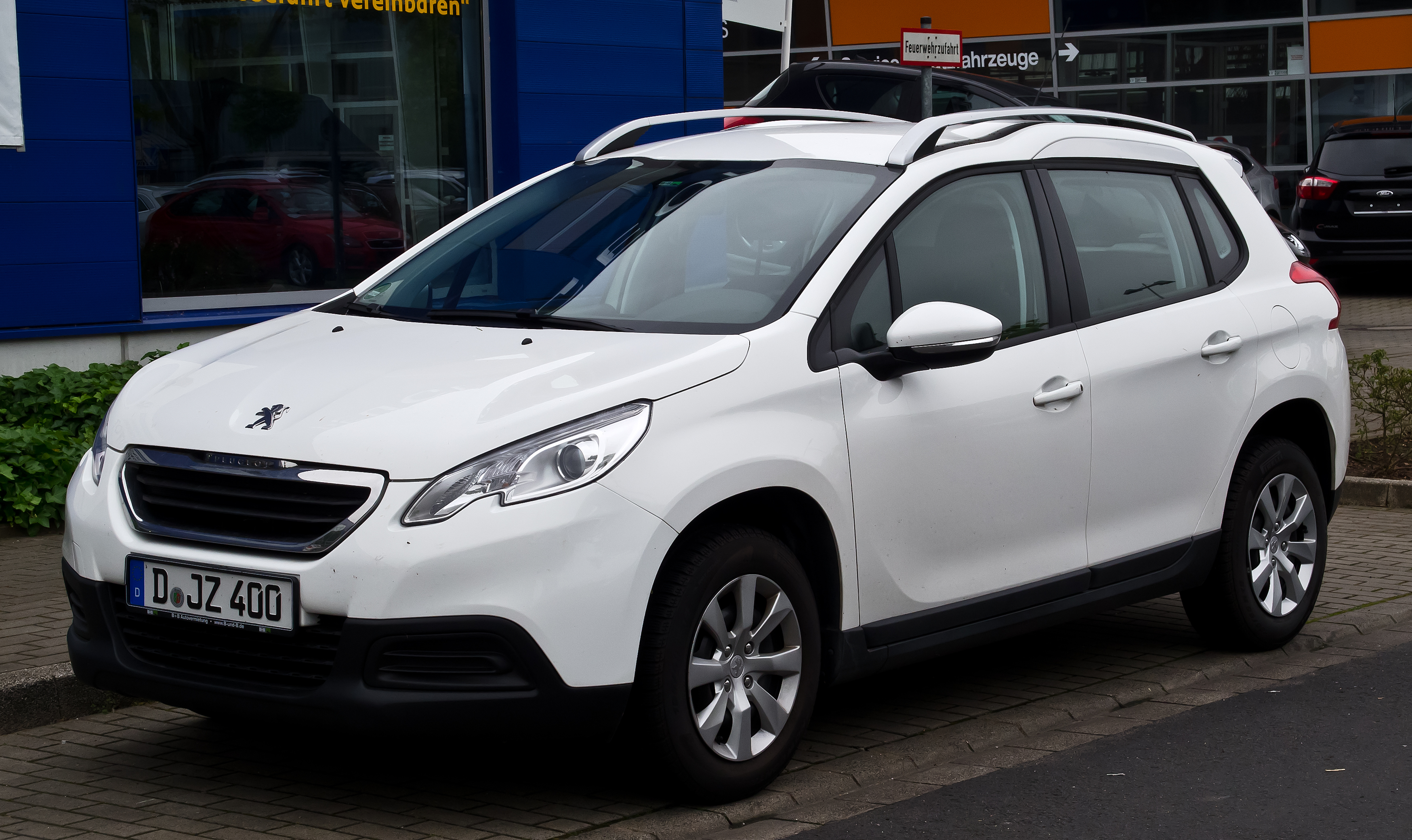
Peugeot 2008

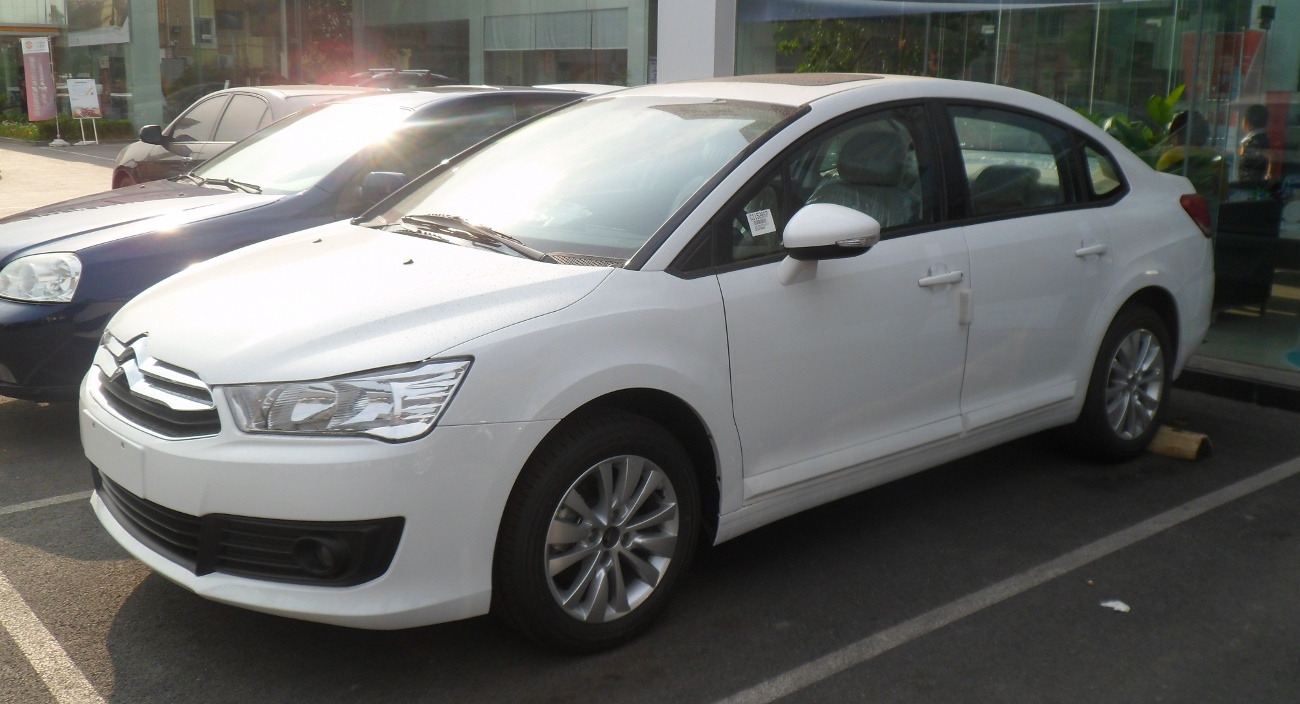
Citroën C-Quatre

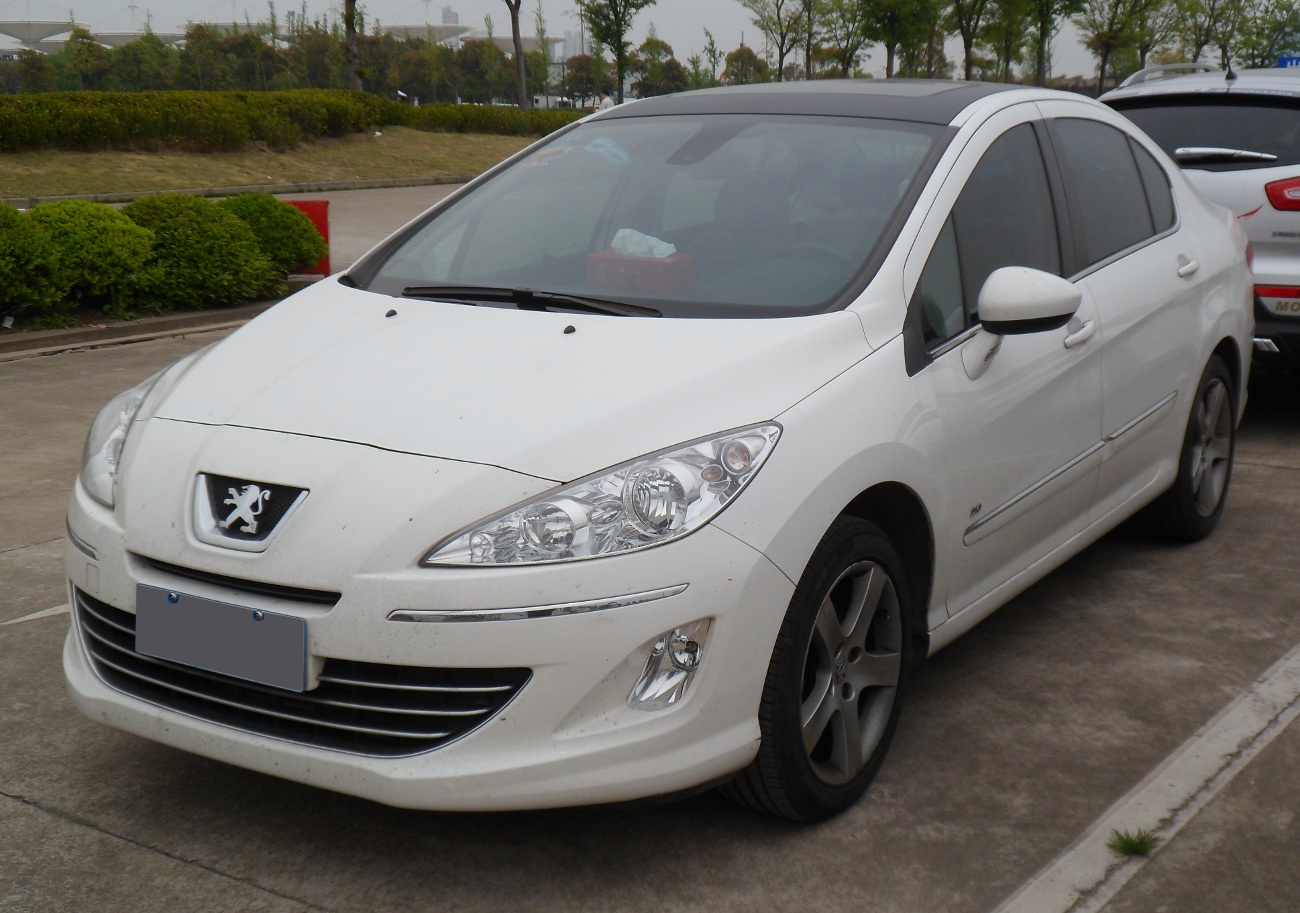
Peugeot 408

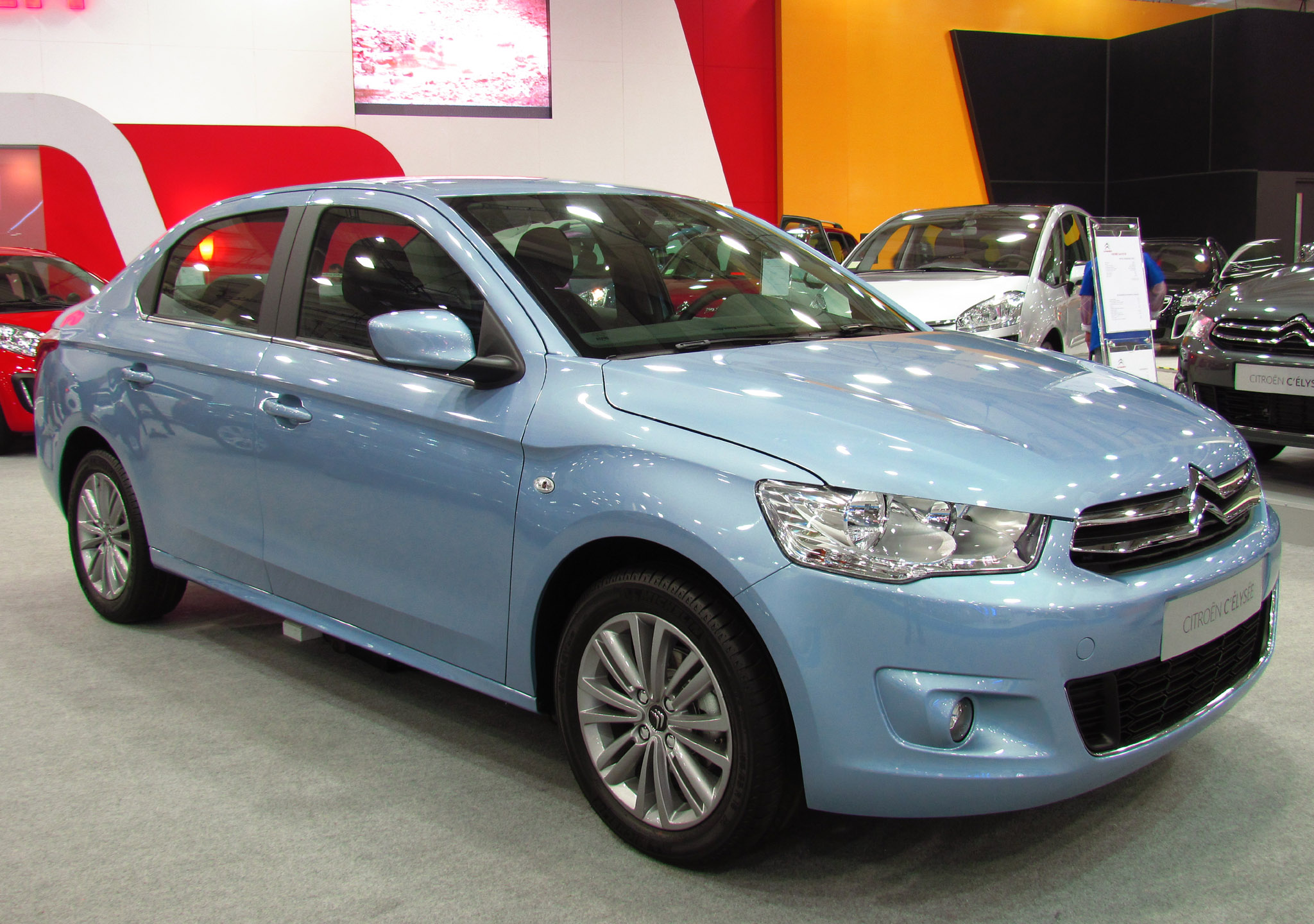
Citroën C-Elysée

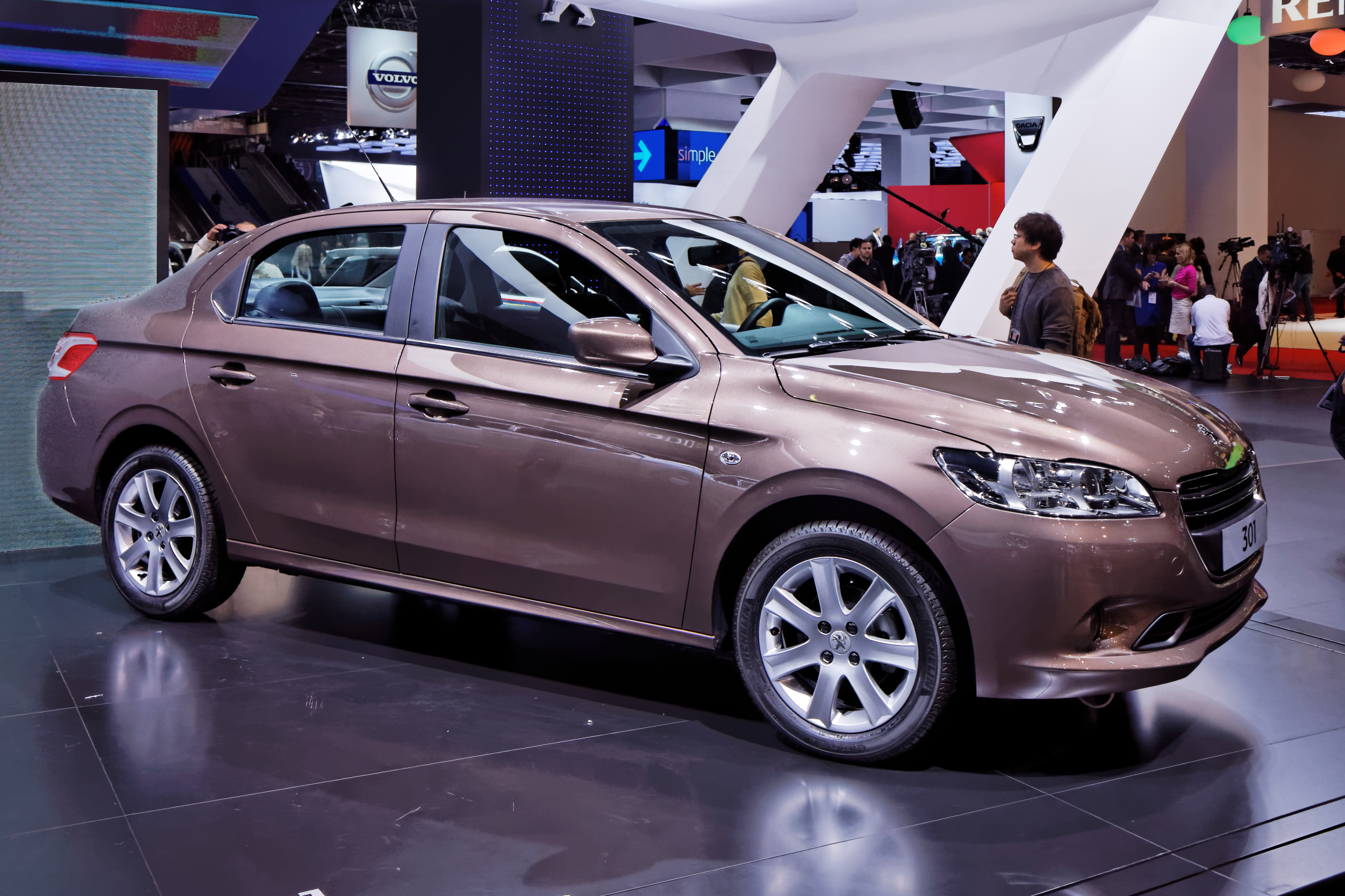
Peugeot 301 (2012)

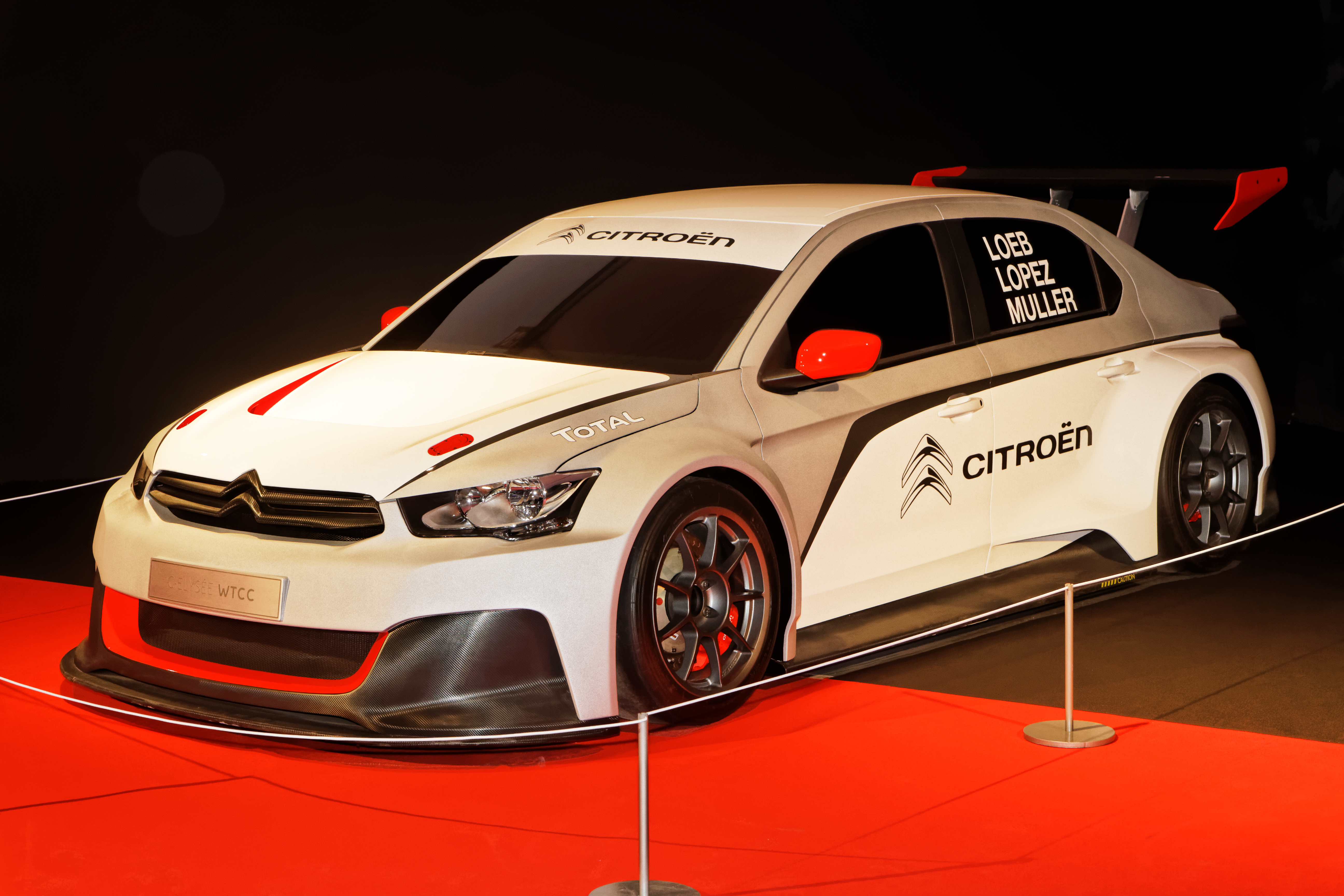
Citroën C-Elysée WTCC

Dongfeng Peugeot-Citroën Automobile (chinois simplifié : 神龙汽车有限公司 ; chinois traditionnel : 神龍汽車有限公司 ; pinyin : Shén lóng qìchē yǒuxiàngōngsī, DPCA) est une coentreprise entre l'industriel chinois Dongfeng Motor Corporation et le constructeur automobile français PSA Peugeot Citroën. 
DPCA compte en 2006 deux implantations industrielles à Wuhan et à Xiangyang dans la province du Hubei. Après la troisième usine de Wuhan inaugurée en juin 2013, PSA obtient durant l'été 2014 l'autorisation pour une quatrième usine à Chengdu.

## Historique PSA en Chine

### Implantation de Citroën
Citroën est parmi les premiers constructeurs occidentaux implantés en Chine grâce aux relations nouées avec les officiels chinois par la vente depuis 1984 de 2500 CX,. Avec son associé étatique Second Automobile Works (ancien nom de DongFeng) PSA fonde, pour Citroën uniquement, le 18 mai 1992 la coentreprise Shenlong Automobile (Dongfeng Citroën Automobile Company en anglais). Le premier produit issu de cette collaboration fut la Fukang DC7140 en 1992, mais la production en série débute réellement en 1995, sur la base d'une Citroën ZX, à qui on a fait porter le nom chinois de « Prospérité et Santé ». Une version tricorps (Élysée) et une version allongée (988) en ont été dérivées.
Les prévisions de 37 000 voitures en 1996, 75 000 en 1997 et 150 000 en 2000 ne sont pas tenues avec respectivement 7 200, 28 000 et 52 000 voitures, mais cela constitue un relatif succès.

### Implantation de Peugeot
Peugeot fut lui associé à un fabricant de bus, GuangZhou contrôlé par la municipalité de Canton, mais avec à peine plus de 100 000 ventes de 1985 à 1997, cette tentative fut un échec.
Guangzhou-Peugeot assemble des 504 et 505 en CKD dès 1987, mais les rivalités politiques entre Pékin et Canton ainsi que l'inexpérience du partenaire, combiné à la naïveté de la direction française entraînent un relatif échec. En 1993, la Commission d’état de développement décide que les coentreprises n’atteignant pas 150 000 unités en 1997 seront abandonnées. Guangzhou-Peugeot est loin de l'objectif et la marque au lion jette l'éponge avec 1,6 milliard de yuans de dettes. Le dispositif sera repris par Honda dans la coentreprise Guangzhou Honda ; Guangzhou Automobile produira 117 000 unités en 2003.
Ce n'est qu'en 2004 que la marque Peugeot sera de nouveau vendue en Chine.

### L'ère DPCA: un groupe, trois marques
Dans le plan stratégique de PSA pour la décennie 2000-2010 de Jean-Martin Folz, la Chine est avec l'Amérique du Sud et l'Europe centrale une des trois zones stratégiques de développement. Cet engagement a été symbolisé en Chine en 2022 par la transformation du nom anglais de la coentreprise Dongfeng Citroën Automobile Company (DCAC) en Dongfeng Peugeot-Citroën Automobiles (DPCA), qui annonçait le retour de Peugeot.
Après une importation de véhicules Peugeot en 2001 et 2002, la coentreprise DPCA a été étendue à cette seconde marque en 2002, les premiers modèles étant mis sur le marché en 2004. La Peugeot 307, dans une variante tricorps, a montré la volonté de proposer une gamme moderne en Chine, alors que cette même année, Citroën souffrait du vieillissement de sa gamme Fukang. 
Alors que le marché se développait très vite entre 2000 et fin 2003, PSA décida de développer ses installations industrielles. Cependant, la gamme alors vieillissante et le coup de frein sur le crédit décidé par le pouvoir fit chuter les ventes 2004. Après quelques mois de flottement, PSA décida de maintenir son effort. Malgré des résultats déficitaires en 2004 et au premier semestre 2005 et une chute de la part de marché de 9 % en 2000 à moins de 5 % en 2004, les nouveaux modèles relancèrent sensiblement les ventes en 2005. 
2006 voit la poursuite du renouvellement de la gamme avec pas moins de trois nouveaux modèles. Les ventes progressent moyennement, mais DPCA devient bénéficiaire. Début avril 2006, DPCA a annoncé la création ou l'achat d'une seconde usine terminale pour 2009 de manière à pouvoir produire 450 000 véhicules avec l'ambition de voir sa part de marché dépasser 8 %. La seconde unité à Wuhan produira des véhicules issus de la plate-forme 3, sur laquelle est fabriquée la Citroën C5.
Malgré de nouveaux modèles (C2, C4, 307 tricorps…), les parts de marché baissent faute de pouvoir répondre efficacement aux attentes de la clientèle. Le nouveau PDG Christian Streiff nomme en 2007 un responsable d'unité (business-unit) Chine pour que DPCA soit plus réactif et plus performant. Au premier semestre 2008, dans un marché en hausse de 14 %, les ventes de DPCA n'ont encore progressé que de 1,3 % (Peugeot +13,8 %, Citroën -5,3 %) avec 103 800 ventes.
La marque Fengshen est créée en 2009 par DPCA. Elle vend 4 modèles différents: Fengshen A60, une berline quatre portes de taille moyenne disponible avec un moteur de 2,0 litres, la Fengshen H30, une berline cinq portes compacte, la Fengshen H30 Croix, un VUS à cinq portes compacte et la Fengshen S30, une berline quatre portes basée sur la plate-forme de la Peugeot 307.
En juin 2013, DPCA inaugure sa troisième usine à Wuhan. Cette nouvelle implantation va permettre à Dongfeng et PSA d'augmenter leurs volumes de production de 450 000 à 600 000 véhicules par an d’ici à quelques mois, puis 750 000 à l’horizon 2015. 
Au moment de l'inauguration, Carlos Tavares alors PDG de PSA qualifie la troisième usine de Wuhan d'usine la plus performante du groupe PSA au monde en termes d'ingénierie et de conception, loin devant toutes les autres.
Cette usine, s'appuyant totalement sur les concepts du lean manufacturing, représente le meilleur savoir faire du moment en termes de performance industrielle du groupe PSA.[réf. nécessaire]
DPCA produit la berline tricorps Citroën C-Elysée II ainsi que sa jumelle (à la calandre près) Peugeot 301. À mi-2013, les ventes de l'alliance sont en progression de 33 % par rapport à la même période de 2012, grâce aux Peugeot 3008 et Citroën C4L.
Grâce à la stratégie et aux produits mis en place en 2012 et 2013 sous la présidence de Philippe Varin, les ventes de DPCA (PSA/Dongfeng) ont bondi de 28 % au premier semestre 2014, dans un marché global en hausse de 12.3%.
Dongfeng Citroën s'est classé premier dans l'enquête de satisfaction de J.D. Power en Chine en 2014, Dongfeng Peugeot se situant lui aussi nettement au-dessus de moyenne des constructeurs généralistes.
Dans le même temps, Dongfeng et PSA Peugeot Citroën sont en négociation pour une entrée au capital de PSA par Dongfeng. Le 20 janvier 2014, le conseil de surveillance de PSA valide la montée au capital de Dongfeng, à hauteur de 750 millions d'euros, soit 14 % du capital.
En août 2019, Dongfeng Peugeot-Citroën Automobiles, qui connait des difficultés commerciales et financières depuis 2017, annonce la suppression de 4 000 postes sur les 8 000 que compte la coentreprise .

## Modèles construits
Les modèles qui apparaissent en gras sont en cours de production.

### Modèles PSA
Citroën
- Citroën Fukang août 1996 -2003
- Citroën Fukang 988 septembre 1998-2011
- Citroën Xsara Picasso novembre 2001-2010
- Citroën Elysée juin 2002-2007
- Citroën Xsara 2003 - 2005 [20]
- Citroën C-Triomphe avril 2006-2014
- Citroën C2 fin 2006-fin 2015 (dérivé de la Peugeot 206)
- Citroën C-Elysée I 2007-2013
- Citroën C5 II 2009-2013
- Citroën C-Quatre 2009-2016
- Citroën C4L 2012-2016
- Citroën C-Elysée II 2013-2017
- Citroën C5 II restylée 2013-2017
- Citroën C3-XR 2014-2019
- Citroën C4 Berline 2015-2019
- Citroën C4L restylée 2016-2020
- Citroën C-Elysée II restylée 2017-2020
- Citroën C5 II 2e restylage 2017-2020
- Citroën C6 II 2016-
- Citroën C5 Aircross 2017-
- Citroën C4 Aircross 2018-2021
- Citroën C3-XR restylé 2019-
- Citroën C3L 2020-2021

Peugeot
- Peugeot 307 Sedan avril 2004-2014
- Peugeot 206 janvier 2006-2011
- Peugeot 207 2007-2014 (version modernisée de la 206)
- Peugeot 307 Berline début 2008-2014
- Peugeot 408 I 2010-2014
- Peugeot 508 2011-2014
- Peugeot 308 Sedan 2011-2016
- Peugeot 3008 I 2012-2016
- Peugeot 301 2013-2017
- Peugeot 408 II 2014-2018
- Peugeot 2008 I 2014-2018
- Peugeot 508 restylée 2014-2018
- Peugeot 308 S 2015-2018
- Peugeot 2008 I restylé 2018-2019
- Peugeot 301 restylée 2017-2020
- Peugeot 308 II sedan 2016-2020
- Peugeot 3008 I restylé 2016-
- Peugeot 4008 II 2016-
- Peugeot 5008 II 2017-
- Peugeot 408 II restylée 2018-
- Peugeot 508L 2019-
- Peugeot 2008 II 2020-

### Modèles DongfengFengshen
- Dongfeng Fengshen L60 2015-2019 (sur une base de Citroën C4 berline)
- Dongfeng Fengshen A9 2015-2019 (sur une base de Citroën C6 II)

### Modèles Dongfeng Fukang
- Dongfeng Fukang ES500 2018 - (sur une base de Dongfeng Fengshen A60, elle-même basée sur la Nissan Bluebird Sylphy II)
- Dongfeng Fukang e-Elysée 2021 - (sur une base de Citroën C-Elysée)

## Ventes en Chine
| Année  | 1996  | 1997   | 1998   | 1999   | 2000   | 2001   | 2002   | 2003    | 2004   | 2005    | 2006    | 2007    | 2008    | 2009    | 2010    |
| ------ | ----- | ------ | ------ | ------ | ------ | ------ | ------ | ------- | ------ | ------- | ------- | ------- | ------- | ------- | ------- |
| Ventes | 7 200 | 28 000 | 33 400 | 44 300 | 52 000 | 53 200 | 85 100 | 103 100 | 89 100 | 140 400 | 201 318 | 207 500 | 209 000 | 272 000 | 376 000 |

| Année  | 2011    | 2012    | 2013    | 2014    | 2015    | 2016    | 2017    | 2018    |
| ------ | ------- | ------- | ------- | ------- | ------- | ------- | ------- | ------- |
| Ventes | 404 000 | 442 000 | 557 000 | 734 000 | 736 000 | 614 000 | 383 000 | 262 600 |

Sources PSA,.